# Por la Moral de un Presidente
Por la Moral de un Presidente es una localidad del municipio de Huimanguillo ubicado en la subregión de la Chontalpa del estado mexicano de Tabasco.

## Geografía
La localidad de Por la Moral de un Presidente se sitúa en las coordenadas geográficas 17°54′11″N 93°22′10″O / 17.903056, -93.369444, a una elevación de 23 metros sobre el nivel del mar.

## Demografía
Según el Conteo de Población y Vivienda 2020, efectuado por el Instituto Nacional de Estadística y Geografía, la localidad de Por la Moral de un Presidente tiene 203 habitantes, de los cuales 104 son del sexo masculino y 99 del sexo femenino. Su tasa de fecundidad es de 2.31 hijos por mujer y tiene 59 viviendas particulares habitadas.
| Gráfica de evolución demográfica de Por la Moral de un Presidente entre 2000 y 2020 |
|                                                                                     |
| INEGI.                                                                              |